# Holbæk (sang)
 For alternative betydninger, se Holbæk (flertydig). (Se også artikler, som begynder med Holbæk)
"Holbæk" er en sang der blev lavet af Wikke & Rasmussen, udgivet i 1985 og sunget af Peter Belli i Tonny Toupé show med Steen Rasmussen og Michael Wikke.
Her gjorde han så stort indtryk på borgerne i Holbæk, at han blev inviteret til byen i anledningen af dens 700-års jubilæum som købstad i 1986 hvor han blev æresborger. Samtidig blev der plantet to Belli træer i udekanten af det sydvestlige Holbæk ved Holbæk Naturskole. 
Sangen optræder også i DR's tv-julekalender Julestjerner fra 2012.